# ليوناردو توريس كيبيدو
كان ليوناردو توريس كيفيدو (28 ديسمبر عام 1852 - 18 ديسمبر عام 1936) مهندسًا مدنيًا وعالم حاسوب ومخترعًا إسبانيًا. يعد توريس من المبتكرين ذوي الاهتمام المتشعب والإنتاج الغزير إذ امتدت مجالات اهتماماته الهندسية على نحوٍ واسعٍ للغاية وشملت كلًا من الميكانيكا وعلوم الملاحة الجوية والأتمتة. كان توريس من الرائدين في مجال الحوسبة إذ استخدام المرحّلات الكهربائية بغرض تنفيذ الدوال الحسابية في الآلات الحاسبة. كانت آلة لعب الشطرنج ذاتية التشغيل المعروفة باسم الإل آخدريثيستا من أعظم إنجازاته وأظهرت إمكانية برمجة الآلات بقصد اتباع قواعد محددة (التجريبية).
كتب توريس أوراقًا بحثية نظرية مشاد بها مرتبطة بمجال الحساب التماثلي وطور عدة آلات قادرة على حل أنواعٍ عدة من المعادلات الجبرية، واستعرض في مؤلفه مقالات حول علوم الأتمتة الذي نشره في عام 1914 تصميمًا متكاملًا لآلة تحليلية كهروميكانيكية تعمل على برنامج يتمتع بخاصية القراءة فقط. كذلك طرح في مؤلفه هذا شكلًا من حساب الفواصل المتحركة والآلات ذاتية التشغيل التي تمتعت بالقدرة على المعالجة.
كان توريس من الشخصيات الرئيسية التي لعبت دورًا في تطوير التحكم عن طريق أمواج الراديو من خلال آلته «التليكن» التي أرست المبادئ الحديثة للتحكم عن البعد. كذلك ترك بصمةً كبيرة في مجال المناطيد الموجهة، حاصلًا على براءة اختراع لابتكاره أوتاد ربطٍ متفوقة الأداء تعمل من خلال الاتصال بمنصة محورية قادرة على إرساء المناطيد الموجهة في الهواء الطلق، ويعود إليه الفضل في تصميم منطاد أسترا-توريس الموجه غير الجاسئ والذي تميز ببنيته الداخلية المعقدة وهيكله المتطاول ذي المقطع العرضي مثلث الشكل، والذي لجأت دول الحلفاء إلى استعماله إبان الحرب العالمية الأولى. ابتكر توريس منظومة جديدة للنقل بالقاطرات المعلقة لنقل الناس بأمان، وتكللت جهوده في هذا الصدد بافتتاح قاطرة الدوامة المائية المعلقة الواقعة في مدينة نياغارا فولز، والتي كانت قادرة على حمل 35 راكبًا واقفًا وسارت على خطٍ تعدى طوله الكيلومتر. كذلك شارك في مجموعة من مشاريع الهندسة البحرية، واضعًا تصاميم مبتكرة لقوارب قادرة على حمل المناطيد النفاثة وقوارب القطمران. فضلًا عن ذلك، كان توريس من المتحدثين والداعمين البارزين للغة الإسبرانتو.

## السيرة الشخصية
ولد توريس في مدينة سانتا كروز دي أغوينيا الواقعة ضمن منطقة كانتابريا الإسبانية في يوم 28 ديسمبر عام 1852، والذي يصادف عيد القديسين الأبرياء. كان والده لويس توريس فيلدوسولا يوركيخو مهندسًا مدنيًا، وعمل كمهندس للسكك الحديدية في مدينة بلباو. أما والدته فكانت تدعى فالنتينا دي كيفيدو إي ماثا. أقامت العائلة في مدينة بلباو في معظم الأحيان، غير أنهم قضوا فترات مديدة في منزل والدة لويس الواقع في المنطقة الجبلية من كانتابريا. قضى توريس فترات طويلة من الوقت بمنأى عن أهله حين كان طفلًا، نظرًا لذهابهم في رحلات عمل. ولذلك تولت سيدات آل بارنيتشيا، وهن من أقارب والده الاعتناء به واختاروه وريثًا على أملاكهم، وهو ما سهل عليه تحقيق الاستقلال في المستقبل. قضى توريس المرحلة الثانوية في مدينة بلباو، والتحق بعدها بكلية الأخوة في العقيدة المسيحية بباريس بهدف استكمال دراسته على مدى عامين (في عام 1868 وعام 1869).
حطت رحال العائلة في مدريد بعدما نقِل والده إليها في عام 1870. أقبل توريس على مباشرة دراساته العليا في الكلية الرسمية للهندسة المدنية في نفس العام. علق توريس دراسته لفترة مؤقتة في عام 1873، متطوعًا في صفوف القوات التي دافعت عن بلباو بعدما طوقتها القوات الكارلية خلال الحرب الكارلية الثالثة. عاد إلى مدريد بعدما انجلى الحصار عن بلباو في عام 1874، واستوفى دراسته ليحل الرابع على دفعته عند تخرجه في عام 1876. بدأ توريس العمل في نفس شركة القطارات التي كان والده يعمل فيها، ولكن سرعان ما استقال مكرسًا نفسه لـ«التمعن في شؤونه». شرع توريس منطلقًا في رحلة طويلة عبر أوروبا، بعدما غدا شابًا ميسور الحال على إثر الثروة العائلية الكبيرة التي ورثها، إذ قصد كلًا من إيطاليا وفرنسا وسويسرا. كان مبتغاه من ذلك الاطلاع على آخر التقدمات العلمية والتقنية السائدة في عصره ولا سيما في مجال الكهرباء الذي كان حديث العهد.
أقام توريس في مدينة سانتاندير بعد عودته إلى إسبانيا في عام 1883. وهناك أخذ على عاتقه تمويل أعماله الخاصة، وباشر بحثًا وتقصيًا لم ينصرف عنه بتاتًا. تزوج من لوث بولانكو إي نافارو في بورتولين سنة 1885، وأنجب منها ثمانية أطفال: ليوناردو (الذي فارق الحياة في سن الثانية) وغونزالو (الذي أضحى مساعده في ما بعد) ولوث وفالنتينا ولويزا وخوليا وليوناردو وفرناندو. انتقل إلى مدريد في عام 1889، مصممًا على تنفيذ المشاريع التي وضعها في السنوات الماضية، وغدا منخرطًا في الحياة الثقافية التي ميزت تلك المدينة.
التحق توريس بالأكاديمية الملكية الإسبانية للعلوم في مدريد سنة 1901، وجاء ذلك بحكم إسهاماته المعترف بها الساعية إلى تطويع الرياضيات التطبيقية في مجال الهندسة. شغل منصب رئيس الأكاديمية في الفترة الممتدة من عام 1928 حتى عام 1934. تمخض عن العمل الذي قام به خلال هذه السنوات في مكتبة مدريد العامة استحداث مختبر الميكانيكا التطبيقية (الذي أصبح في ما بعد متخصصًا بالآلات ذاتية التشغيل) في عام 1907، والذي عُين توريس مديرًا على رأسه. تخصص المختبر في تصنيع الآلات العلمية. كان من أبرز الاختراعات التي أنتجها المختبر كل من الراسمة المغناطيسية التي ابتكرها غونزالو برانياس والمشراح الذي اخترعه رامون إي كاخال ومطياف الأشعة السينية الذي اخترعه بلاس كابريرا.
سافر توريس إلى الأرجنتين برفقة إنفانتا إيزابيل دي بوربون في عام 1910. اعتزم من رحلته هذه عرض مقترح دستور الاتحاد الإسباني الأمريكي للسير العلمية والتقنية في المؤتمر الرابع للبلدان الأمريكية بهدف «توحيد وإثراء اللغة التقنية الإسبانية». أضحى في نفس العام عضوًا مراسلًا في الجمعية العلمية الأرجنتينية. وصدرت الطبعة الأولى من القاموس التقني الإسباني الأمريكي في عام 1926.
منحه ملك إسبانيا ألفونسو الثالث عشر وسام إتشيغاراي في عام 1916. قابل عرضًا بتعيينه وزيرًا للتطوير بالرفض في عام 1918. قبلت عضويته في الأكاديمية الملكية الإسبانية إذ شغل المقعد الشاغر الذي سبق أن احتله بينيتو بيريث غالدوس بعد وفاة الأخير في عام 1920. أعلن بتواضع في الخطبة التي ألقاها على مسامع أعضاء الجمعية: «لقد كنتم على خطأ في اختياركم لي لأنني لا أتمتع بالحد الأدنى من الثقافة التي يعوزها الأكاديمي. سأكون دائمًا دخيلًا على جمعيتكم الرشيدة والملمة بالمعارف. انحدر من بقاعٍ نائية للغاية. ولم أحصّل الآداب أو الفنون أو الفلسفة أو حتى العلوم أو لم أبلغها في مراتبها العليا على أقل تقدير... يعد عملي أكثر تواضعًا. إذ أقضي حياتي الحافلة في حل مسائل الميكانيكا العملية. يشبه مختبري متجرًا لبيع الأقفال، ولكنه أكثر اكتمالًا وأفضل استجماعًا من تلك المتاجر المعروفة بهذا الاسم، غير أنه موجه مثل جميعها لاستعراض وبناء الآليات...»
انتُخب توريس رئيسًا للجمعية الملكية الإسبانية الرياضية، وهو منصب شغله حتى عام 1924. كذلك غدا عضوًا في قسم الميكانيكا في أكاديمية باريس للعلوم. تولى رئاسة القسم الإسباني في اللجنة الدولية للأوزان والمقاييس بباريس سنة 1921. منحته السوربون دكتوراه فخرية في عام 1923، وأضحى عضوًا فخريًا في جمعية جنيف للفيزياء والتاريخ الطبيعي.